# Чемпіонат Македонії з шахів
Чемпіонат Македонії з шахів організовується Шаховою федерацією Македонії. Востаннє відбувся 2011 року, хоча Відкритий чемпіонат Македонії, у якому крім македонських гравців можуть брати участь іноземці, як і раніше проводиться щорічно.

## До здобуття незалежності
У Соціалістичній Республіці Македонії перший шаховий чемпіонат відбувся 1946 року. У ньому переміг Павле Бідев, чотириразовий переможець у період між 1946 та 1955 роками. Йован Софревський виграв рекордні шістнадцять титулів, а Рісто Ніцевський у 20 років став наймолодшим переможцем, коли виграв чемпіонат 1966 року; загалом він виграв п'ять титулів.

## Переможці

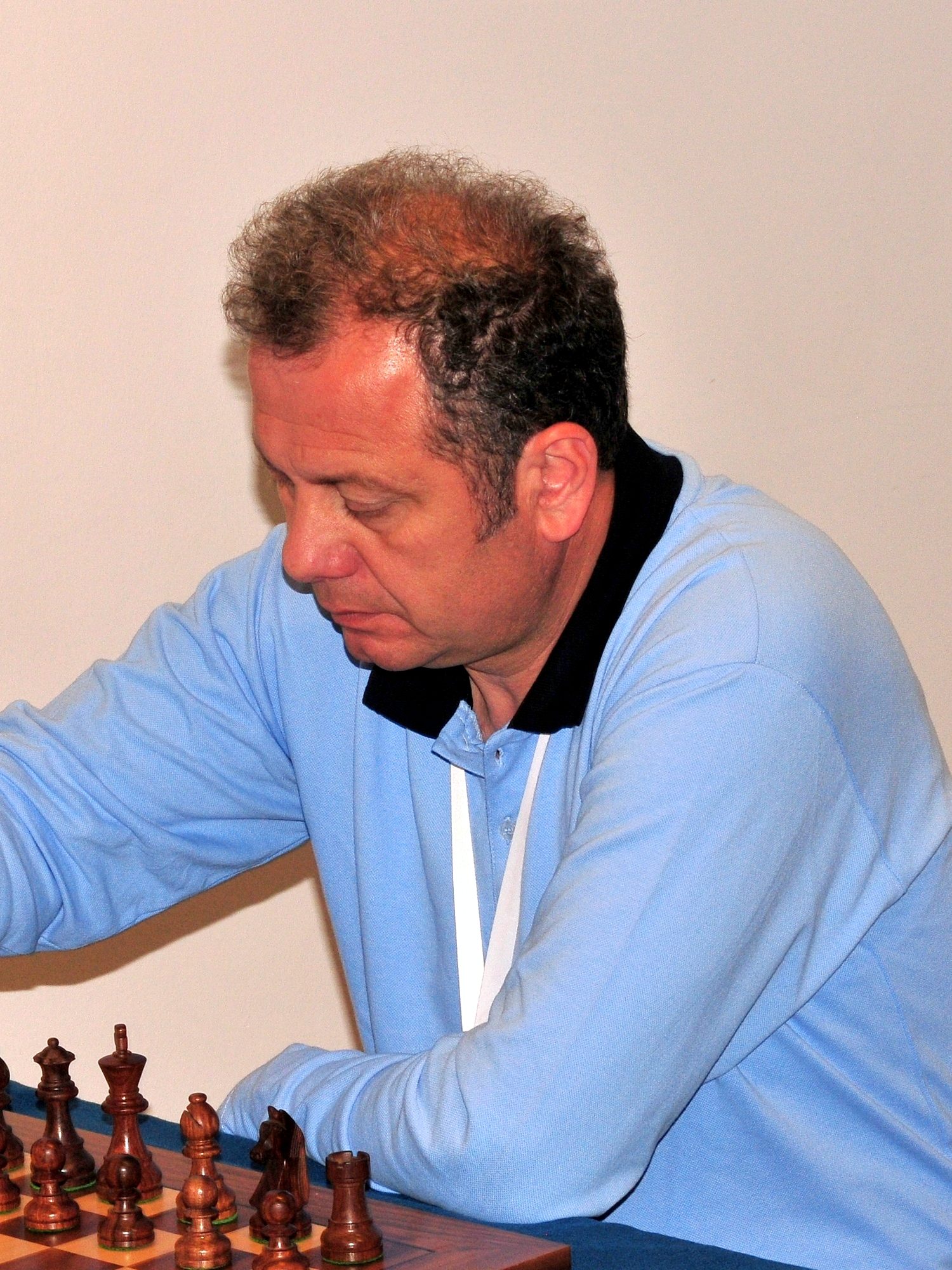
Звонко Стайоноський, чемпіон Македонії 1992, 2003, 2005 і 2006 років

| Рік  | Чемпіон[3]           |
| ---- | -------------------- |
| 1992 | Звонко Станойоський  |
| 1993 | Влатко Богдановський |
| 1994 | Роландо Кутиров      |
| 1995 | Влатко Богдановський |
| 1996 | Драголюб Ячимович    |
| 1997 | Трайче Недев         |
| 1998 | Драголюб Ячимович    |
| 1999 | Тоні Кіровський      |
| 2000 | Трайче Недев         |
| 2001 | Ванцо Стаменков      |
| 2002 | Нікола Мітков        |
| 2003 | Звонко Станойоський  |
| 2004 | Нікола Васовський    |
| 2005 | Звонко Станойоський  |
| 2006 | Звонко Станойоський  |
| 2007 | Владімір Георгієв    |
| 2008 | Рісте Менкіноський   |
| 2009 | Влатко Богдановський |
| 2010 | Філіп Панцевський    |
| 2011 | Трайче Недев[4]      |

## Переможниці жіночого чемпіонату
| № | Рік  | Чемпіон            |
| - | ---- | ------------------ |
| 1 | 2008 | Габріела Коскоська |
| 2 | 2011 | Габріела Коскоська |